# Oskar-Fredriksborg
Oskar-Fredriksborg is een plaats in de gemeente Vaxholm in het landschap Uppland en de provincie Stockholms län in Zweden. De plaats heeft 732 inwoners (2005) en een oppervlakte van 132 hectare.